# Vlajići
Vlajići (cyr. Влајићи) – wieś w Bośni i Hercegowinie, w Republice Serbskiej, w gminie Teslić. W 2013 roku liczyła 329 mieszkańców.